# Scarmagno - Torre Canavese (morena destra d'Ivrea)
Scarmagno - Torre Canavese (morena destra d'Ivrea) è un sito di interesse comunitario  (cod.IT1110047) della Regione Piemonte, istituito nell'ambito della Direttiva 92/43/CEE (Direttiva Habitat), designato inoltre come Zona Speciale di Conservazione. Comprende un'area di 1.896 ettari nel territorio di vari comuni del Canavese, nella Città metropolitana di Torino.

## Territorio

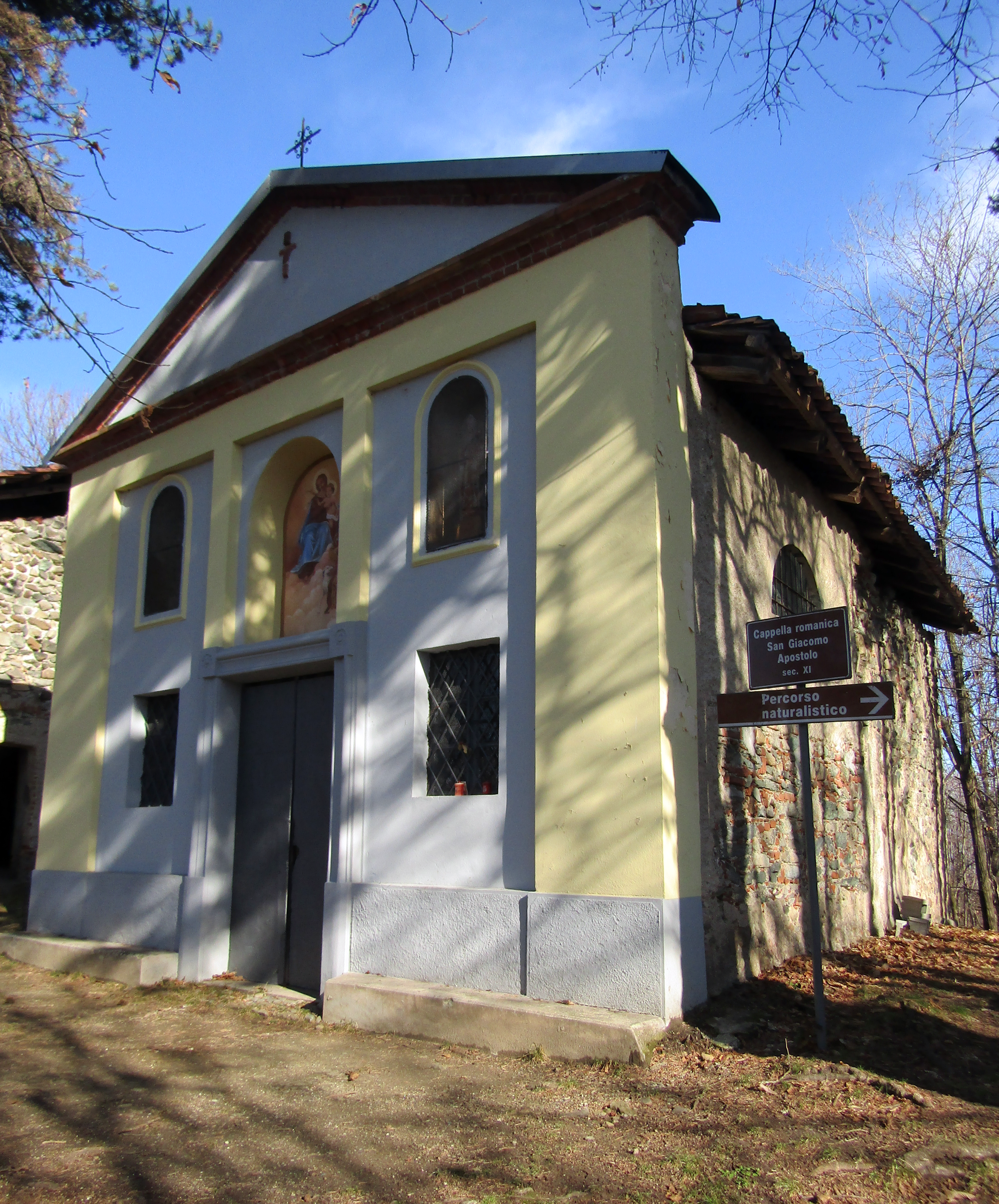
Cappella ed eremo di San Giacomo

Il SIC/ZSC comprende una zona dell'Anfiteatro morenico di Ivrea posta in destra idrografica rispetto al corso della Dora Baltea. Si tratta di un'area collinare caratterizzata da ampi boschi alternati ad aree coltivate e che comprende anche varie piccole zone umide, particolarmente interessanti a livello naturalistico, tra le quali due piccole torbiere.
Collegata all'origine glaciale delle colline della zona è la presenza di vari massi erratici, alcuni di considerevoli dimensioni. Tre i segni della fede popolare, come croci e piloni votivi, spicca la Cappella di San Giacomo, collocata sulla cima di una delle colline più alte della zona nel territorio di Torre Canavese e che probabilmente risale al X secolo.

## Flora e vegetazione

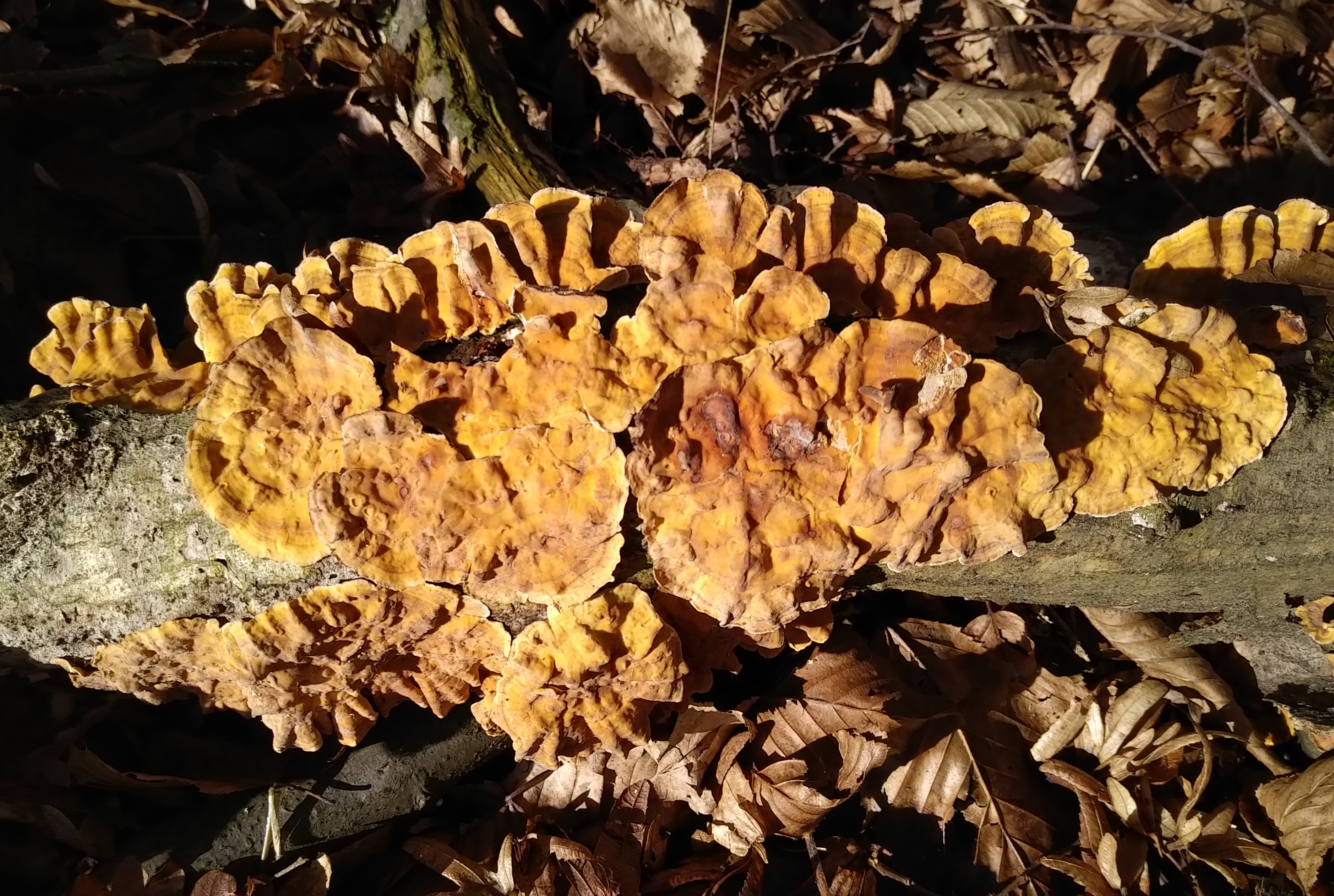
Funghi lignicoli tra il Monte Ramiasca e il Bric San Giacomo

La flora del SIC/ZSC è dominata da vasti boschi di latifoglie tra le quali predominano nelle zone più asciutte il castagno, le querce e la robinia, mentre nelle fasce di transizione con le zone umide sono presenti saliceti o associazioni di pioppo bianco e ontano nero. Le aree umide ospitano invece popolamenti di Tipha latifolia, Carex elata e canneti, nei quali  predomina Phragmites australis. Interessante è anche la presenza di isolati esemplari di cerro (Quercus cerris) e di alcune stazioni di rododendro (Rhododendron ferrugineum), queste ultime ad una quota particolarmente bassa per il Piemonte. Varie tra le misure conservazionistiche specifiche del sito sono rivolte ad incentivare il passaggio dal governo dei boschi da ceduo a fustaia, oltre che alla graduale sostituzione di castagni e robinie con querce. Le misure di conservazione tendono inoltre a favorire la diffusione di specie autoctone ma relativamente poco diffuse come  faggio, rovere, sorbi, meli e peri, e di contenere invece le specie invasive alloctone.

## Fauna
La fauna dell'area protetta comprende varie specie di rettili e di anfibi, che si avvantaggiano di un ambiente relativamente intatto e indisturbato dalle attività umane. Ben studiata è la presenza di coleotteri, che conta alcune specie decisamente rare e l'endemico Bathysciola guerzoi, un coleottero sotterraneo.

## Habitat
Tra gli habitat naturali di interesse comunitario sono presenti nel SIC/ZSC:
- Praterie magre da fieno a bassa altitudine (Alopecurus pratensis, Sanguisorba officinalis) (cod. 6510),
- Querceti di farnia o rovere subatlantici e dell'Europa centrale del Carpinion betuli  (cod. 9160),
- Boschi di Castanea sativa (cod. 9260).

## Attività

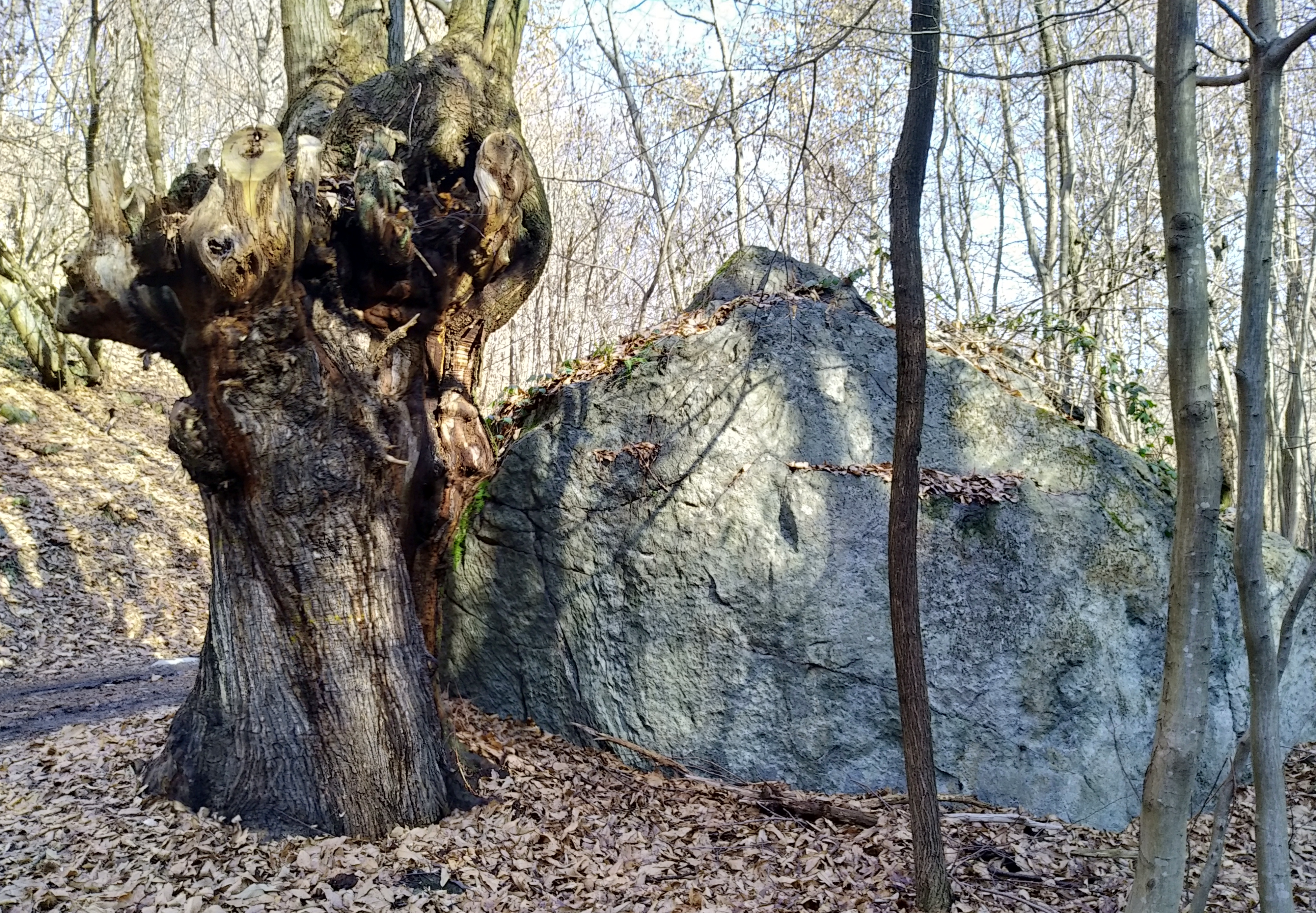
Un vecchio castagno da frutto

La zona del SIC/ZSC è visitabile seguendo i vari sentieri e stradine forestali presenti. Viene inoltre attraversata dall'itinerario escursionistico di lunga percorrenza Alta Via dell'Anfiteatro Morenico.